# Girolamo Segato
Girolamo Segato (né le 13 juin 1792 à la Chartreuse de Vedana, près de Belluno, en Vénétie et mort le 3 février 1836 à Florence) est un cartographe, naturaliste et égyptologue italien du début du XIXe siècle.

## Biographie
Jerome Segato naît en 1792 au monastère de Vedana (commune de Sospirolo), près de Belluno.
À partir de 1818, il participe à différentes expéditions archéologiques en Égypte, devenant même égyptologue, expert dans les techniques de momification.
À son retour d'Égypte, en 1823, il s'installe à Florence, où il développe une technique spéciale, similaire à la momification, mais unique, se composant d'une minéralisation appelée à tort pietrificazione. Segato applique cette technique, des dizaines de fois, à des parties de l'anatomie humaine. Aujourd'hui, on  constate que ces pétrifiés sont parfaitement conservés à l'université de Florence. La particularité de ce processus créé par Segato, consiste en la préservation de l'origine des couleurs des tissus traités, tout en gardant leur élasticité.
Entravé par la société de son temps qui considérait que les connaissances acquises en Égypte relevaient de la magie, il a été conduit à détruire toutes ses notes avant sa mort, ne jamais dire à personne le secret de son art, qui est encore totalement inconnu, en dépit de nombreuses études tentant de l'imiter. Des études de Segato, il ne reste que les échantillons de pétrification.
Il décède en 1836 à l'âge de 44 ans et est enseveli avec son secret dans la basilique de Santa Croce.

## Écrits
- Saggi pittorici, geografici, statistici, idrografici e catastali sull'Egitto, dedicati a ... Carlo X re di Francia da Girolamo Segato e Lorenzo Masi, Firenze, presso gli editori coi tipi di Glauco Masi di Livorno, 1827;
- Carta geometrica della Toscana, accresciuta d'indicazioni ed incisa da Girolamo Segato, Firenze, 1832, carta geografica, 64x56 cm.;
- Atlante monumentale del Basso e dell'Alto Egitto, illustrato dal prof. Domenico Valeriani ; e compilato dal fu Girolamo Segato coi disegni tratti dalle opere di Denon, della Commissione francese, di Gau, di Caillaud e di Rosellini e con quelli dello stesso compilatore eseguiti sul luogo, Firenze, P. Fumagalli, 1837-1838.